# Chage's Christmas〜チャゲクリ〜
「Chage's Christmas 〜チャゲクリ〜」（チャゲ・クリスマス ～チャゲクリ～）は、Chageの8作目のシングルとして、2021年11月24日にUSM JAPANから発売された。規格品番：UICZ-5166 (DVD付) UICZ-5167 (Blu-ray付)。

## 解説
ソロ・シングルとしては「君に逢いたいだけ」からおよそ1年1か月ぶり、CDシングルでは「たった一度の人生ならば」からおよそ4年半ぶりとなる作品。
ソロとしてはCHAGE and ASKAとしてアルバム『Snow Mail』で「ボニーの白い息」、「今宵二人で X’mas」を発表して以来35年ぶりのクリスマスソングとなる。
付属のDVD及びBlu-ray Discには、ライブツアー「Chage Live Tour 2021 〜Boot up!!〜」から同年9月18日の豊洲PIT公演でのライブ映像とインタビュー映像が収録されている。
その他、UNIVERSAL MUSIC STORE限定セットとしてDVD付CD、Blu-ray付CDそれぞれにChageのアートワークによるジグソーパズルがセットされたものが存在する。
2曲とも現在もアルバム未収録のままである。

## 収録曲
| 全作曲: Chage、全編曲: 島田昌典。 |                                  |           |            |      |
| #                                 | タイトル                         | 作詞      | 作曲・編曲 | 時間 |
| 1.                                | 「1224」                         | 松井五郎  | Chage      | 4:34 |
| 2.                                | 「クリスマス予報」               | 澤地隆    | Chage      | 4:35 |
| 3.                                | 「1224」(Instrumental)           |           | Chage      | 4:34 |
| 4.                                | 「クリスマス予報」(Instrumental) |           | Chage      | 4:34 |
| 合計時間:                         | 合計時間:                        | 合計時間: | 18:17      |      |

| #   | タイトル                                                      | 作詞 | 作曲・編曲 |
| --- | ------------------------------------------------------------- | ---- | ---------- |
| 1.  | 「それが愛ならOK」                                            |      |            |
| 2.  | 「Swing&Groove」                                              |      |            |
| 3.  | 「No.3」                                                      |      |            |
| 4.  | 「CATCH & RELEASE」                                           |      |            |
| 5.  | 「機嫌が悪いの」                                              |      |            |
| 6.  | 「うたたね」                                                  |      |            |
| 7.  | 「僕だけのピンナップガール」                                  |      |            |
| 8.  | 「ふたりの愛ランド」                                          |      |            |
| 9.  | 「&C」                                                        |      |            |
| 10. | 「君に逢いたいだけ」                                          |      |            |
| 11. | 「君は天然色」                                                |      |            |
| 12. | 「まわせ大きな地球儀」                                        |      |            |
| 13. | 「Kitsch Kiss Yeah Yeah」                                     |      |            |
| 14. | 「君は風」(特典映像/Chage Live Tour 2021 〜Boot up!!〜より)   |      |            |
| 15. | 「「Chage’s Christmas～チャゲクリ～」インタビュー」(特典映像) |      |            |

## 楽曲解説

### CD
1. 1224
2. クリスマス予報
3. 1224 (Instrumental))
4. クリスマス予報 '(Instrumental))

#### DVD/Blu-ray
- Chage Live Tour 2021 〜Boot up!!〜 (収録：2021年9月18日＠豊洲PIT)

1. それが愛ならOK
2. swing＆groove
3. No.3
4. CATCH＆RELEASE
5. 機嫌が悪いの
6. うたたね
7. 僕だけのピンナップガール
8. ふたりの愛ランド
9. ＆C
10. 君に逢いたいだけ
11. 君は天然色
12. まわせ大きな地球儀
13. Kitsch Kiss Yeah Yeah

- 君は風 (『Chage Live Tour 2021 〜Boot up!!〜』より)
- 「Chage’s Christmas～チャゲクリ～」インタビュー